# Під сонцем Сатани (фільм)
«Під сонцем Сатани» (фр. Sous le soleil de Satan) — французький фільм-драма 1987 року, поставлений режисером Морісом Піалою за однойменним романом католицького письменника Жоржа Бернаноса. Світова прем'єра фільму відбулася 14 травня 1987 на 40-му Каннському кінофестивалі, де фільм виборов головну нагороду — «Золоту пальмову гілку». Стрічка номінувалася на премію французької кіноакадемії «Сезар» у семи категоріях .

## Сюжет
Молодий католицький абат Доніссан (Жерар Депардьє) ревно вірує, просиджує над книгами ночі безперервно, але сумнівається у своєму призначенні бути парафіяльнимим священиком і займається самобичуванням. Заблукавши вночі на сільській дорозі, він зустрічає незнайомця, що запропонував себе в попутники, і погоджується прийняти його допомогу, та потім з жахом впізнає в ньому Сатану і, борючись зі спокусою, втрачає свідомість. Уранці до Доніссана звертається шістнадцятирічна Жермена Малорті на прізвисько Мушетта, що убила свого коханця та народила у психіатричній лікарні мертву дитину. Доніссан виявляється не в змозі допомогти дівчині, а його напучення викликають новий напад божевілля: повернувшись додому, Мушетта викликає Сатану і здійснює самогубство, в якому абат винить себе.

## В ролях
| Актор(ка)        |   | Роль                |
| ---------------- | - | ------------------- |
| Жерар Депардьє   | … | абат Доніссан       |
| Сандрін Боннер   | … | Мушетта             |
| Моріс Піала      | … | священик Мену-Сеґре |
| Ален Артур       | … | маркіз де Кадіньян  |
| Ян Деде          | … | Ґалле               |
| Бріджит Лежендр  | … | мати Мушетти        |
| Жан-Клод Бурла   | … | Малорті             |
| Жан-Крістоф Буве | … | Баришник            |
| Івет Лавоже      | … | Марта               |
| Тьєррі Дервен    | … | Сабруа              |

## Визнання
| Нагороди та номінації фільму «Під сонцем Сатани» | Нагороди та номінації фільму «Під сонцем Сатани» | Нагороди та номінації фільму «Під сонцем Сатани» | Нагороди та номінації фільму «Під сонцем Сатани» | Нагороди та номінації фільму «Під сонцем Сатани» | Нагороди та номінації фільму «Під сонцем Сатани» |
| Рік                                              | Нагорода                                         | Категорія                                        | Номінант                                         | Результат                                        |                                                  |
| ------------------------------------------------ | ------------------------------------------------ | ------------------------------------------------ | ------------------------------------------------ | ------------------------------------------------ | ------------------------------------------------ |
| 1987                                             | Каннський кінофестиваль                          | Золота пальмова гілка                            | Під сонцем Сатани                                | Перемога                                         |                                                  |
| 1988                                             | Премія «Сезар»                                   | Найкращий фільм                                  | Під сонцем Сатани                                | Номінація                                        |                                                  |
| 1988                                             | Премія «Сезар»                                   | Найкраща режисерська робота                      | Моріс Піала                                      | Номінація                                        |                                                  |
| 1988                                             | Премія «Сезар»                                   | Найкращий актор                                  | Жерар Депардьє                                   | Номінація                                        |                                                  |
| 1988                                             | Премія «Сезар»                                   | Найкраща акторка                                 | Сандрін Боннер                                   | Номінація                                        |                                                  |
| 1988                                             | Премія «Сезар»                                   | Найкраща операторська робота                     | Віллі Курант                                     | Номінація                                        |                                                  |
| 1988                                             | Премія «Сезар»                                   | Найкращий монтаж                                 | Ян Деде                                          | Номінація                                        |                                                  |
| 1988                                             | Премія «Сезар»                                   | Найкращий постер до фільму                       | Найкращий постер до фільму                       | Номінація                                        |                                                  |

## Критика
<…> Проблематику стрічки «Під сонцем Сатани» схематично й коротко можна позначити, як мистецько-філософське осмислення кризи релігійної віри у свідомості сучасної, зокрема, європейської людини, що продовжує жити у чим далі секуляризованому суспільстві. <…> Чи не кожна сцена, кожен кадр пронизані концентрованою філософією буття, а також певними образами й тезами, що не тільки збуджують емоційне переживання, а й вимагають інтелектуального осмислення.
— Володимир Войтенко

## Цікаві факти
- Вручення фільму Золотої пальмової гілки Каннського кінофестивалю супроводжувалося скандалом. Рішення журі викликало свист і протести глядацького залу, а постановник стрічки, Моріс Піала, звертаючись до публіки, піднявши кулак заявив: «Якщо я вам не подобаюся, то, будьте певні, я вас не люблю також!»[3]
- У Франції фільм зібрав 815,748 глядачів[4].